# John Gottowt
John Gottowt, nato Isidor Gesang (Lemberg, 15 giugno 1881 – Wieliczka, 27 agosto 1942), è stato un attore, regista e sceneggiatore austriaco.
Nel 1933, venne segnalato come ebreo cosa che gli impedì di continuare a recitare. Si trasferì in Danimarca dove rimase per alcuni anni; poi, andò a vivere a Cracovia.
Il 27 agosto 1942, venne assassinato da un ufficiale delle SS a Wieliczka, in Polonia.

## Filmografia

### Attore
- Lo studente di Praga (Der Student von Prag), regia di Stellan Rye (1913)
- Das schwarze Los, regia di John Gottowt (1913)
- Die Prinzessin von Neutralien, regia di Rudolf Biebrach (1917)
- Morphium, regia di Bruno Ziener (1919)
- Peer Gynt, regia di Victor Barnowsky (1919)
- Peer Gynt - 2. Teil: Peer Gynts Wanderjahre und Tod
- Der rote Henker, regia di Rudolf Biebrach (1920)
- Die tote Stunde, regia di Friedrich Fehér (1920)
- Il gobbo e la ballerina (Der Bucklige und die Tänzerin), regia di Friedrich Wilhelm Murnau (1920)
- Der verbotene Weg, regia di Henrik Galeen (1920)
- Genuine, regia di Robert Wiene (1920)
- Algol - Tragödie der Macht, regia di Hans Werckmeister (1920)
- Die Nacht der Königin Isabeau, regia di Robert Wiene (1921)
- Brennendes Land, regia di Heinz Herald (1921)
- Susanne Stranzky, regia di Otto Rippert (1921)
- Pariserinnen, regia di Léo Lasko (1921)
- Nosferatu - Il vampiro (Nosferatu), regia di F. W. Murnau (1921)
- Menschenopfer, regia di Carl Wilhelm (1922)
- Der falsche Dimitri, regia di Hans Steinhoff (1922)
- Der schwarze Stern, regia di James Bauer (1922)
- Der Geldteufel, regia di Heinz Goldberg (1923)
- Il gabinetto delle figure di cera (Das Wachsfigurenkabinett), regia di Paul Leni (1924)
- Dürfen wir schweigen?, regia di Richard Oswald (1926)
- Die Flucht in die Nacht, regia di Amleto Palermi (1926)
- Prinz Louis Ferdinand, regia di Hans Behrendt (1927)
- Un affare misterioso (Unheimliche Geschichten), regia di Richard Oswald (1932)

### Regia
- Das schwarze Los (1913)